# Долиновка (Хмельницкая область)
Долиновка (укр. Долинівка) — село в Каменец-Подольском районе Хмельницкой области Украины.
Население по переписи 2001 года составляло 159 человек. Почтовый индекс — 31660. Телефонный код — 3859. Код КОАТУУ — 6825282003.

## История
В 1946 г. указом ПВС УССР село Волохи переименовано в Долиновку.

## Местный совет
31660, Хмельницкая обл., Чемеровецкий р-н, с. Гуков, ул. Калинина, 10